# Велика Малесија
Велика Малесија (алб. Malësia e Madhe) или само Малесија (алб. Malësia) је област у северном делу Албаније и југоисточном делу Црне Горе. Налази се на Проклетијама и њеним разгранатим падинама, док у административном погледу се налази у  албанској општини Велика Малесија и црногорској општини Тузи. Захвата највеће висове на Проклетијама, долину река Цијевна и Сухи поток и део Зетког поља. Становници ове области се називају Малисори што у преводу значи Брђани. Малесија се дели на пет великих племена: Груде, Кастрате, Клименте, Хоте и Шкреље. Груде граниче ову област са стране Затријепча и Куча, а Шкреље са стране Скадарске Малесије. Клименти захватају највећи део облсти, најпространије планине и највише врхове Проклетија.